# Marko Savic
Marko Savic (* 11. Januar 1981 in Belgrad) ist ein deutscher Wasserballspieler jugoslawischer Herkunft.
Marko Savic wurde mit der Mannschaft von Jugoslawien 1998 und 2000 Junioreneuropameister. Seit 2005 besitzt Marko Savic die deutsche Staatsangehörigkeit. Seither absolvierte er 118 Länderspiele für Deutschland (Stand 12. Juli 2008). Mit der deutschen Nationalmannschaft belegte er bei der Wasserball-Weltmeisterschaft 2007 den achten Platz, bei der Europameisterschaft 2008 erreichte das Team Rang 6.
Marko Savic ist Spielmacher beim deutschen Rekordmeister Wasserfreunde Spandau 04. Mit den Spandauern wurde er 2003, 2004, 2005, 2007 und 2008 Deutscher Meister und gewann von 2004 bis 2008 auch den Pokal.